# USS Barker (DD-213)
Za druga plovila z istim imenom glejte USS Barker.
USS Barker (DD-213) je bil rušilec razreda Clemson v sestavi Vojne mornarice Združenih držav Amerike.
Rušilec je bil poimenovan po admiralu Albertu S. Barkerju.